# Крижевська Вас (Метлика)
Крижевська Вас (словен. Križevska vas) — поселення в общині Метлика, регіон Південно-Східна Словенія, Словенія.